# 인신매매 (영화)
"인신매매"(Flesh Market)는 한국에서 제작된 조금환 감독의 1989년 드라마, 멜로/로맨스 영화이다. 박영규 등이 주연으로 출연하였고 배선환 등이 제작에 참여하였다.

## 출연

### 주연
- 박영규
- 김문희

### 조연
- 이혜진
- 김세윤
- 박준규

## 기타
- 조명: 조길수
- 음향: 김병수